# Uttar Krishnapur Part-I
Uttar Krishnapur Part-I là một thị trấn thống kê (census town) của quận Cachar thuộc bang Assam, Ấn Độ.
==.